# 玉川徹
玉川 徹（たまかわ とおる、1963年7月 - ）は、日本のコメンテーター、ジャーナリスト。『羽鳥慎一モーニングショー』のレギュラーコメンテーター。かつてはテレビ朝日報道局の局員として後述する前身番組でリポーターやディレクターを務めていた。

## 来歴
宮城県柴田郡大河原町出身。1982年宮城県仙台第二高等学校卒業、1987年京都大学農学部農業工学科卒業。1989年京都大学大学院農学研究科修士課程修了。高校時代まではバイオテクノロジーに興味があったが、大学受験で希望が叶わず、京都大学では農業土木分野を専攻した。
『ドラえもん』（テレビ朝日制作のアニメ版）、『木曜スペシャル』（日本テレビ制作）、特撮番組などをテレビで見るのが好きであったことから放送業界を目指し、京都大学大学院修了後の1989年にテレビ朝日へ入社。『内田忠男モーニングショー』でアシスタントディレクター (AD) を経験した後、報道局の主任として『スーパーモーニング』などの番組でディレクターを務め、議員年金問題や公務員宿舎の問題を取り上げ、徹底した取材により、議員年金と優遇される国会議員の実態を世間に晒し、廃止の一助を担い、独立行政法人の問題にも取り組む。税金の無駄遣いや歪んだ官僚社会の構造に、体当たりレポートで鋭く切り込む一方、日本の問題の解決策を世界中に求め、徹底した現地取材を重ねる。 
『スーパーモーニング』の後期に「ちょっと待った!玉川総研」という冠コーナーのリポーターを任されたことを機に、羽鳥慎一（日本テレビ出身のフリーアナウンサー）がキャスターを務める後継番組（『情報満載ライブショー モーニングバード!』→『羽鳥慎一モーニングショー』）でコメンテーターとしてレギュラーで出演。一部の曜日では「ちょっと待った!玉川総研」の流れを組む冠コーナー（「そもそも総研 たまペディア」→「そもそも総研」）のリポーターを兼務している。のちにコーナーの内容をまとめた本「玉川徹のちょっと待った!総研」や「玉川徹のそもそも総研 原発・電力編」を出版している。民放テレビ局のワイドショーにおいて、（アナウンス職・記者職の経験者や「解説委員」などの特別職ではない）制作局の現役正局員がレギュラー扱いでコメンテーターへ起用されることは異例である。
テレビ朝日では「60歳誕生日月の月末」に定年退職するという規定がある。同局には定年延長制度もあるが、玉川は定年延長制度を行使せずに2023年7月31日に定年退職した。退職後は、事務所には所属せずに、フリーのコメンテーターとして『羽鳥慎一モーニングショー』に出演する。
2024年4月からはラジオに活動の場を広げ、TOKYO FMにて自身初の冠番組となる『ラジオのタマカワ』のパーソナリティを務めることとなった。

## 人物
テレビ朝日のワイドショーに制作者の立場で20年以上携わっているが、同局へ入社するまでは、当時のワイドショーで横行していた取材対象者の人権を軽んじる報道姿勢に強い違和感を抱いていたという。入社直後には「ワイドショーだけは担当したくない」という意思を当時の編成局長へ伝えたが、最初に配属された『内田忠男モーニングショー』は、日本のテレビ局で最初に放送されたワイドショー（『モーニングショー』）の第9シリーズに当たる。しかし、ADとして配属されてからも、局内や他局のワイドショースタッフと一線を画していた。配属の直後に急逝した松田優作の取材を任されたところ、「（自分がテレビカメラで）撮りたくないものは撮らない」という理由から、いわゆる「特オチ」として局内で槍玉に挙がることを承知で（他局のワイドショーのスタッフが公然と進めていた）斎場の取材をあえて拒否したほどである。このような経験から『スーパーモーニング』以降のワイドショーで担当している冠コーナーでは「人間としての興味」を取材の起点に据えながら、従来のワイドショーではあまり扱っていなかった（政治経済などの）疑問や問題も盛んに取り上げている。その一方で、『モーニングバード!』以降のワイドショーでレギュラーコメンテーターへ起用されていることについては、「ワイドショーを作っている側（の人間）として、『地雷』（ワイドショーのコメントで踏み込んではいけない領域）を身をもって知っていることが評価されたのかも知れない」と語っている。
座右の銘は、レフ・トルストイの短編小説のタイトルでもある「光あるうち光の中を歩め」。
健康への意識が強く、羽鳥慎一からは「玉川さんは健康のために死ねる」とからかわれているという。見た目については、シミ取りレーザーやボトックス注射、日焼け止めなどの利用を明らかにしているが、科学的な観点から抗老化医学への関心も度々言及し、番組で取材するなどしている。一方で、「無駄に思えることでも、自分にとって合理的であれば許せるが、不合理に思えることはとにかく嫌い」と公言している。
血液型はA型だが、誕生日については自身の意向で公表していない。

## 批判された発言
- 2020年1月21日、『羽鳥慎一モーニングショー』放送内において、「取材しましたよ箕面。トンネル掘ったら水が涸れちゃって、少なくなって、滝の水が少なくなったと確か取材した。回復したのかな？」と発言。これに対し箕面市の倉田哲郎市長は、2006年に一部メディアで取り上げられた「箕面滝がトンネル工事により水量が減少した」とされる誤報（箕面滝#人工滝騒動参照）を受けたものと認識し、事実誤認であるとして抗議と発言の訂正を要求。これを受けてテレビ朝日は、同月24日の同番組放送内で事実誤認を認め、謝罪した[9]。
- 『羽鳥慎一モーニングショー』における新型コロナウイルス感染症に関する一連の発言が、感染拡大と政府の対策について不安を煽っているとする批判があり、事実誤認による発言から騒動に発展し謝罪を行ったこともある[10][11][12][13][14]。

同番組中では「僕、やっぱり感染症に関してはある種、煽ってるって言われるくらいでいいんじゃないかって、ずっと思ってやってきたんですよ。」と発言している。
PCR検査を過大評価する発言もあり「本当にその中にウイルスがあったらほぼ100%近く感度はあるはず」と100%判定できると断言した。この主張にネットユーザーからは疑問の声が上がり「PCRの感度は100%とか言う頭の悪い玉川徹や青木理のようなPCR真理教の皆さん」「おいおい、玉川徹は遂に記憶がオーバーフローしたのか? 現行のPCR検査の精度は『最大7割』って言ったじゃないか…。 PCR検査真理教は、ついに教義の補強に入ったぞ…」と、“PCR真理教”もしくは“PCR検査真理教”という新たな宗教を信仰しているかのように揶揄する意見もあった。
- 2021年5月11日の放送で、当時内閣官房参与であった高橋洋一について「内閣官房参与は総理に直接会って助言をする立場ですね。逆に言えば総理は助言を得るために国税を使ってわざわざ任命しているんですよ」と発言した。高橋は5月12日に自身のYouTubeチャンネルを更新し、「玉川さんが『国費を払って官房参与やっているんだから』っていう話をしていたんだけど、私自身に対する国費はありません。すべての経費について私は頂いておりません」と述べ、さらに「誤解を受けるといけないから就任の時からちゃんと言ってる。一切のお金はいただきませんと」「テレビで不正確なことを言ってしまう方が問題じゃないですか。報道っていうのはきちんと調べてから、不正確なことは言うべきじゃない」と批判した[17]。
- 2022年3月4日、『羽鳥慎一モーニングショー』放送にリモート出演した際、ロシアによるウクライナ侵攻について、死者数を減らすためには「ウクライナが引く以外にない」と、侵攻を受けたウクライナが、抵抗を続けずにロシアに対して早期に降伏すべきという発言を行った[18][19]。番組中で玉川は、太平洋戦争における日本での原爆投下や沖縄戦を引用して、日本が早期降伏していればそれらの犠牲は無かったのではという仮説を出し、ウクライナの降伏について発言したが、これに対して、番組に出演していた東京大学先端科学技術研究センター専任講師で軍事評論家の小泉悠が、対外戦争を自ら開始して敗戦した日本と、突然ロシアに侵略されたウクライナの差異を指摘して『すぐに降伏すべきだ』『早く降伏しておくべきだ』というのは道義的に問題があると反論を行い、また「民主主義を守るために戦う」というウクライナ側の視点にも触れ、玉川の主張を否定。長嶋一茂からも、時代の違いや、ウクライナ国民の守るべきものの視点から否定された[20][21]。
- 2022年6月1日、『羽鳥慎一モーニングショー』放送内で帯状疱疹ワクチンについて「50歳以上は保険がききますので」と発言した。しかし、帯状疱疹ワクチンは保険適用ではなく、自治体によっては助成金が支給されることもあるが基本的に自費での接種となる。玉川の発言後、ネット上からは「保険適用外ですよ」「誤情報」「訂正してほしい」「間違ってる」という指摘が殺到。番組を視聴していたという、世田谷そのだ皮膚科の園田広弥はツイッターで「帯状疱疹ワクチンは保険きかないです!!訂正してくれー」とツイートした[22]。 翌日の放送で玉川は「勘違いしていました。すみませんでした」と頭を下げた。この発言は１日に番組の公式ホームぺージでも『本日の放送について』と題し「本日の放送で、出演者から帯状疱疹のワクチンが保険適用されるという発言がありましたが、 保険適用はされません。 自治体によって費用を助成するところもあるということです。お詫びして訂正します」と謝罪していた[23]。
- 2022年9月5日、『羽鳥慎一モーニングショー』放送内のエネルギー自給問題について石原良純との議論の中で、エネルギーについて「自給しろってことですよ。」と発言した。それに対して石原は「再生可能エネルギーで全部まかなうなんてできるわけがない。」と発言したところ、玉川は「できます」と明言した。また石原が「そんなに安定した風力発電はできない。」と発言すると、玉川は「ちゃんとためることができさえすれば安定するんです。」と風力発電の問題は蓄電技術の問題だとした。問題解決策となる蓄電方法に関しては、「いろんなため方があるんです。日経新聞読んでれば、いろんな蓄電方法が出てる。」と発言した。原発の問題に関して玉川は、「原発の話をしたいと思うんだけど、そんなものをやったって、日本の中で火山や地震がこんなにある国で安全性なんか担保できませんよ。」と発言した[24]。

### 安倍晋三の国葬における菅義偉の弔辞に対する事実誤認の発言と懲戒処分
2022年9月28日、『羽鳥慎一モーニングショー』放送内において、安倍晋三の国葬での菅義偉前首相の弔辞について取り上げられた際、玉川は「自民党、内閣葬だった場合、テレビでこれだけ取り上げたりしない。国葬にしたからこそ、われわれは見る形になる。僕も仕事上見ざるを得ない状況」「例えれば自分では足を運びたくないと思っていた映画でも、連れられて行ったら『なかなか良かったよ』。映画作る方は胸に響くように作る。これこそが国葬の意図」と独自の持論を展開し、自身が「演出側の人間」としたうえで「それはそういう風に作りますよ。政治的意図がにおわないように。制作者としては考えますよ。当然これ電通入ってますからね」と何らかの演出があったと、事実に基づかない発言を行った。
この発言後ネットなどで批判が続出し、翌29日の同番組放送内で玉川は「電通は全く関わっていないということがわかりました。関係者の皆様、視聴者の皆様、訂正して謝罪致します。申し訳ありませんでした。」と事実誤認を認めて前日の発言を取り消し、謝罪した。
しかし、この発言に対する世論の批判は依然として収まらず、一部識者や自民党衆議院議員の細野豪志、同党参議院議員の西田昌司や和田政宗などからもSNSや動画配信で批判が続いた。SNSなどでは玉川の番組降板を求める意見もあり、また、テレビ朝日でかつて政治問題となった1993年の「椿事件」を引き合いに出し、その当時の戒めが生かされていないという手厳しい意見も散見された。
これを受けて、テレビ朝日は10月4日付で玉川に「（放送内で）事実に基づかない発言をした」として出勤停止10日間の懲戒処分を下したことを発表した（ただし、同日の放送は処分発表前のため、出演している）。また、報道局情報センター長、同センターチーフプロデューサー（羽鳥慎一モーニングショー担当）について管理監督責任を問い、譴責処分とした。テレビ朝日の篠塚浩社長は定例記者会見で「今後は再発防止に向けてさらに指導を徹底する。関係者、視聴者の皆さまに心からおわび申し上げる」と話し、電通にも謝罪したことを明らかにしている。
玉川と責任者の処分が発表された後、ネット上では「謹慎は手緩い。降板を望む」「調子に乗り過ぎた」「たったの10日間で済むんだな。そりゃ言いたい放題できるはずだ」などの意見が寄せられた。
いまだに改善されること無く偏向報道に終始している状態
処分発表後の同月5日の放送で『モーニングショー』司会の羽鳥慎一が冒頭で経緯説明と謝罪を行ったうえで、玉川について「なぜ今回このような発言になったのかの説明を改めてするべき、そして謝罪をするべきだというふうに私は思っております」と発言している。玉川は同月19日の放送から同番組の出演再開し、番組冒頭で一連の経緯について謝罪した。復帰後は取材したことをスタジオでリポートする形式で不定期の出演を続けていたが、2023年4月3日の放送で本格復帰を発表した。

### 参議院選挙の投票率が上がったことを批判
2025年7月21日､『羽鳥慎一モーニングショー』放送内で､前日に行われた第27回参議院議員通常選挙の投票率が前回の参議院選挙と比べて5ポイント上昇したと紹介された｡このことについて玉川は､｢ここ10年､どんどん選挙に行かなくなった人が(今回は選挙に)行った｡そういう人､誰が行ったかを分析しないといけない｣､｢今まで選挙に興味がない､政治に興味のない人がたまたまSNSやショート動画を見て､そこで触れてっていう話｣､｢選挙に行く人は基本的に､政治とかの基本知識を持っている人が行っていたんですよ｡それで大体5割ぐらいの人が」､｢ところがそういうものがない､学校だって教えないんだから｡近現代史､教えないんだから｡そういうことさえ知らない､いま与党と野党がどうなっているかも知らない､そういう人がSNSで初めて触れて､それも全然違うところで､アルゴリズムで飛んできた情報に触れて､それに感化されて行動起こした人が相当数いるっていうことです｣と発言した｡
さらに､SNSの情報を参考にして投票に行く人が増えることについて､｢それが社会にどんな影響を与えるか分からない｡未知数｡今までは投票率が上がるのはいいことだと思っていたんですけど､果たしてどうだろう｣､｢これからの日本を考えたとき､10年後振り返ったとき……という感じは思っているので､この比例の投票は分析したい｣と発言した｡
玉川の主張はSNSでも拡散され､｢自分に都合悪いからってそれは無いんじゃない?｣､｢国民の選挙権をなんだと思ってる､､｣､｢ふだんから『投票率低いと既存政党の自民党を利するんですよ､投票率上げましょう､若者の低い投票率が問題です』って言ってたのに､自分にそぐわない選挙結果になったら『政治を知らない若者が投票』ってのは､非常にご都合主義｣､｢知識がなければ投票に行くな､とでも受け取られるような言い方は不適切だと思う｡投票率が上がること自体は民主主義においては正常｣､｢あんなに無党派層やら若者に選挙へ行け!と騒いでいたのに｣､｢国民を馬鹿にしているのか!｣などの声が続出している｡
批判の声は著名人からも挙がっている｡アイドルグループ･仮面女子の猪狩ともかはその翌日､｢まるで自分は利口な側にいるような言い振り｡『投票は知識がある人だけの権利』とでも言いたいのでしょうか｡あれだけ選挙に行け行けと言っていたメディア側の人間が､次は知識がない人間は選挙に行くなでは通らないでしょう｣｢まずは投票率が上がったことを喜び､さらに投票率を上げるにはどうしたらいいか?国のために良き政策を取ってくれるのはどの政党か?など一人一人考えて次に進めればいいと思います｣とXで批判した｡
また､漫画家の倉田真由美は｢政治の知識がない人は選挙行ったらいかんのか｡左派の『エリートが愚民を導く』的な思想が凝縮された発想｣｢『投票率が上がることは必ずしもよくない』という発想になること､これはもうその人の中で民主主義が死んでいるということだ｣とXで批判した｡

## 著書
- 税金返せ!（2004年6月19日、新潮社） ISBN 978-4104685011
- 化学物質汚染列島 奇形タンポポの警告（2009年10月21日、講談社） ISBN 978-4062726177
- 玉川徹のちょっと待った!総研（2011年3月24日、講談社） ISBN 978-4062168618
- 玉川徹のそもそも総研 原発・電力編（2011年9月23日、講談社） ISBN 978-4062172356
- ニッポンの踏み絵 官僚支配を駆逐する五つの改革（2012年8月26日、幻冬舎） ISBN 978-4344982741
- うちの子を「官僚」に育てる26の格言（2015年1月31日、セブン&アイ出版） ISBN 978-4860086503

## 出演番組

### テレビ
報道・情報・ワイドショー番組（フリー転身後も含めて）
| 期間          | 期間          | 番組名                                 | 役職                     | 備考 |
| ------------- | ------------- | -------------------------------------- | ------------------------ | --- |
| 2002年10月    | 2011年3月     | スーパーモーニング                     | リポーター→コーナー担当  | 以前は、ディレクターを担当                                                                                   |
| 2011年4月     | 2015年9月     | モーニングバード                       | コーナー担当             | |
| 2015年10月    | 現在          | 羽鳥慎一モーニングショー               | レギュラーコメンテーター | 一部の曜日には前々→前番組から引き続きコーナー担当を兼務、2023年8月からはフリーとして引き続き出演を現在も継続 |
| 2019年7月22日 | 2019年7月22日 | 羽鳥×宮本 福岡好いとぉ（九州朝日放送） | ゲスト出演               | |
| 2024年10月    | 現在          | 有働タイムズ（テレビ朝日）             | 不定期出演               | |

バラエティ番組・ドラマ（フリー転身後も含めて）
- 未解決の女 警視庁文書捜査官（2018年4月19日、第1話ゲスト 雑誌記者役）[45]
- 徹子の部屋（2018年12月24日、2019年12月26日、2020年12月28日、2021年12月24日、2023年12月27日、羽鳥慎一と出演）[46][47]
- ザワつく!金曜日（2019年5月10日、石原良純の代打）[48]、(2021年12月31日、ゲスト出演)
- ドクターX〜外科医・大門未知子〜（2019年10月31日、第6期・第3話、もんじゃ焼き屋で大門未知子（演：米倉涼子）の隣に座った常連客役で羽鳥と共にゲスト出演）[49]
- ヒロシのひとりキャンプのすすめSP2024（熊本朝日放送、2024年1月2日、特別対談パートのゲストとして出演）

### ラジオ
- ロンドンブーツ1号2号 田村淳のNewsCLUB（文化放送、2011年8月29日、9月5日、ゲスト出演）[50]
- 大竹まこと　ゴールデンラジオ（文化放送、2019年10月18日、大竹まことの休演に伴う「スペシャルパーソナリティ」として出演）[51]
- 山崎怜奈の誰かに話したかったこと。（TOKYO FM、2021年10月18日[52]・2023年8月30日[53]、トークコーナー「誰かに聞きたかったこと。」ゲスト）
- NISSAN あ、安部礼司 〜 beyond the average 〜（TOKYO FM・JFN系列、2021年10月24日、ゲスト出演[54]）
- TOKYO FM敬老の日スペシャル『日本一有名な平社員・玉川徹の「定年ラジオショー」』（TOKYO FM、2023年9月18日[55]、パーソナリティー「敬老の日におくる、さみしくない定年の迎え方とその後のセカンドライフ」。アシスタント:吉田明世、ラジオ初パーソナリティ）
- TOKYO FM成人の日スペシャル『玉川徹の「オトナのラジオショー」』（TOKYO FM、2024年1月8日[56]、パーソナリティー「敬老の日におくる、寂しくない定年の迎え方とその後のセカンドライフ」。アシスタント:吉田明世、ゲスト：爆笑問題 太田光、リリー・フランキー）
- ラジオのタマカワ（TOKYO FM、2024年4月4日 - 、ラジオ初レギュラー）